# Cá heo lưng bướu Thái Bình Dương
 Cá heo lưng bướu Thái Bình Dương, cá heo lưng gù hay còn gọi là cá heo trắng Trung Quốc (danh pháp khoa học: Sousa chinensis chinensis, tên Trung Quốc: 中华白海豚; bính âm: Zhonghua bái hǎitún) là một loài động vật có vú thuộc chi cá heo lưng bướu, họ Cá heo đại dương. Một con cá heo trưởng thành có màu trắng hoặc hồng (màu hồng của chúng được cho là do các mạch máu tạo nên sắc tố)

## Phân bố
Khu vực phân bố của chúng bao gồm các vùng biển thuộc khu vực Đông Nam Á, Nam Trung Quốc đến Úc và quanh đảo Papua. Có hai phân loài của loài này là Sousa chinensis chinensis và Sousa chinensis plumbea. Trong khi loài Sousa chinensis chinensis phân bố từ Trung Quốc tới khu vực các đảo của Indonesia còn phân loài của chúng có nguồn gốc từ bờ biển Nam Phi đã di chuyển tới khu vực phía Nam Indonesia và quanh đại lục Úc. Hai phân loài này khác nhau về màu sắc và kích thước của vây lưng. Các phân loài được tìm thấy ở Đông Nam Á có màu trắng hồng và một vây lưng lớn hơn, nhưng lại không có cái bướu như phân loài ở Úc.

## Đặc điểm
Chiều dài cơ thể của cá heo trắng Trung Quốc có chiều dài từ 2 đến 3,5 mét (6 ft 7 đến 11 ft 6 in) đối với con trưởng thành và hơn 1 mét (3 ft 3 in) đối với những con non. Một con trưởng thành có trọng lượng trung bình khoảng 150 đến 230 kg (330 510 lb). Cá heo trắng Trung Quốc có thể sống đến 40 năm.
Khi mới sinh ra, một con cá heo Trung Quốc có màu đen, sau đó chuyển dần sang màu xám rồi hồng nhạt có thêm những đốm nhỏ. Đến khi trưởng thành, chúng có màu hồng hoặc màu trắng.
Cá heo trắng Trung Quốc ngoi lên mặt nước để thở 20 - 30 giây đối với những con trưởng thành và cần thời gian gấp đôi đối với những con nhỏ do phổi của chúng chưa phát triển hết. Cá heo trưởng thành có thể ở dưới nước khoảng 2-8 phút, nhưng một con non chỉ có thể ở dưới nước trong 1-3 phút. Chúng di chuyển theo chiều thẳng đứng lên mặt nước. Do có một cặp mắt lồi nên chúng có thể quan sát một cách rõ ràng ở cả hai môi trường nước và không khí.

## Sinh sản
Cá heo trắng Trung Quốc là những sinh vật hòa đồng, sống theo nhóm nhỏ khoảng 3 hoặc bốn con. Con cái trưởng thành khi đạt 10 năm tuổi, trong khi những con đực trưởng thành khi được 13 năm tuổi. Thời gian giao phối là vào cuối hè tới mùa thu. Cá heo con ra đời sau khoảng 11 tháng và được cha mẹ chúng chăm sóc cho đến khi chúng tự kiếm được thức ăn. Cá heo trắng Trung Quốc sinh sản 3 năm một lần, thường đẻ duy nhất một con.

## Bảo tồn
Do việc khai thác thủy sản, cùng với việc ô nhiễm trong quá trình khai thác cùng với việc quan sát xem cá heo khiến cá heo trắng nằm trong danh sách các loài gần bị đe dọa của IUCN. Vì vậy, một số nơi như ở Hồng Kông khi tổ chức các chuyến du lịch du thuyền quan sát cá heo thực hiện các nguyên tắc ứng xử khi xem cá heo như quan sát từ một khoảng cách, không ném các thức ăn và các chất độc hại xuống cho cá heo, Tàu thuyền di chuyển với tốc độ chậm (không quá 10 hải lý một giờ), song song với việc di chuyển của cá heo.
Cá heo trắng Trung Quốc được liệt kê trong Phụ lục II của Công ước về bảo tồn các loài động vật hoang dã di cư (CMS) 
Chúng cũng được bảo tồn theo biên bản ghi nhớ về Bảo tồn động vật biển có vú và môi trường sống của chúng tại các đảo thuộc Thái Bình Dương.

## Tại Việt Nam
Ngày 21 tháng 8 năm 2021, hình ảnh và video ghi lại cảnh nhiều cá thể cá heo hồng bơi lội trên biển gần khu vực Hòn Dấu, quận Đồ Sơn, Hải Phòng. Đại diện hội Bảo vệ Thiên nhiên và Môi trường Việt Nam, phó giáo sư Nguyễn Chu Hồi cho rằng, việc cá heo hồng xuất hiện trong thời gian này cho thấy sự cải thiện của môi trường biển Việt Nam trong bối cảnh đại dịch COVID-19 hoành hành. 